# Tell Me Your Wish (Genie)
Tell Me Your Wish (Genie) (tiếng Hàn Quốc: 소원을 말해봐 (Genie), tạm dịch: Nói em nghe điều anh ước (Thần đèn)) là mini - album thứ hai của nhóm nhạc nữ Hàn Quốc, Girls' Generation. Mini - album được phát hành vào ngày 29 tháng 6 năm 2009 SM Entertainment. Các nhà sản xuất Yoo Young-jin, Kenzie, Hwang Seong-Je, Kim Jin-Hwan, đã tham gia cùng tham gia sản xuất album này.
Girls' Generation bắt đầu quảng bá chính thức album này trên chương trình KBS Music Bank vào ngày 26 tháng 6 năm 2009 và kết thúc quảng bá vào ngày 15 tháng 8.

## Phong cách âm nhạc
Album bao gồm 6 ca khúc bao gồm cả ca khúc chủ đề cùng tên album. Đĩa đơn đầu tiên trích từ album, "Tell Me Your Wish (Genie)" là ca khúc thuộc thể loại electronica style pop với vũ đạo mang phong cách châu Âu. Ca từ dựa trên chủ đề Genie, ý nghĩa ẩn dụ tương tự như "Nữ thần may mắn" (tiếng Hàn Quốc: 행운의 여신). "Etude" là một ca khúc pop, tập trung vào sự dễ thương, cảm xúc trong sáng. "Girlfriend" là ca khúc mang phong cách disco của thập niên 80. "Boyfriend" là ca khúc dance pop, mang âm hưởng electro elements. "My Child" với tiếng piano dạo đầu mang phong cách cổ điển. "One Year Later" là ca khúc ballad nhẹ nhàng, song ca bởi Jessica và Onew (nhóm trưởng nhóm SHINee). Ca khúc này cũng được sử dụng trong bộ phim truyền hình của đài MBC Pasta.

## Tranh cãi
Việc phát hành album bị gián đoạn bởi SM Entertainment vì phải làm lại bìa đĩa. Việc thay đổi bao gồm việc loại bỏ hình ảnh của chiếc máy bay A6M Zero của đế quốc Nhật trong chiến tranh thế giới thứ II và thay đổi biểu tượng chim đại bàng của Đức Quốc xã trên ảnh bìa album. Kết quả là album bị phát hành chậm mất 4 ngày.

## Danh sách bài hát
| STT              | Nhan đề                                                | Phổ lời                 | Phổ nhạc                                                                                    | Phối khí                     | Thời lượng |
| ---------------- | ------------------------------------------------------ | ----------------------- | ------------------------------------------------------------------------------------------- | ---------------------------- | ---------- |
| 1.               | "Tell Me Your Wish (Genie)" (소원을 말해봐 (Genie))    | Yoo Young-jin           | Anne Judith Wik Robin Jensen Ronny Svendsen Nermin Harambasic Fridolin Nordso Yoo Young-jin | Yoo Han-jin                  | 03:50      |
| 2.               | "Etude"                                                | Hwang Sung Je, Yoo Jeni | Hwang Sung Je                                                                               | Hwang Sung Je                | 03:13      |
| 3.               | "Girlfriend" (여자친구)                                | Kim Jung Bae            | Kenzie                                                                                      | Kenzie                       | 03:19      |
| 4.               | "Boyfriend" (남자친구)                                 | Kim Ji Hoo              | Carsten Lindberg, Joachim Svares                                                            | The Great Danes and JoJo Bee | 03:50      |
| 5.               | "My Child" (동화)                                      | Hwang Sung Je, Yoo Jeni | Hwang Sung Je                                                                               | Hwang Sung Je                | 03:36      |
| 6.               | "One Year Later" (1 년 後; trình bày: Jessica và Onew) | Kim Jin Hwan            | Kim Jin Hwan                                                                                | Kim Jin Hwan                 | 04:01      |
| Tổng thời lượng: | Tổng thời lượng:                                       | Tổng thời lượng:        | Tổng thời lượng:                                                                            | Tổng thời lượng:             | 21:52      |

## Giải thưởng
| Năm  | Giải thưởng                   | Hạng mục                                 | Ghi chú                            |
| ---- | ----------------------------- | ---------------------------------------- | ---------------------------------- |
| 2009 | Golden Disk Awards lần thứ 24 | Grand Prize in Digital Releasing         | [ 10 ]                             |
| 2009 | Golden Disk Awards lần thứ 24 | Records of the Year in Digital Releasing | Top 5 digital releases of the year |